# ギャラガーコンベンションセンター
ギャラガーコンベンションセンター(Gallagher Convention Centre)は、南アフリカ共和国ハウテン州ヨハネスブルグ市にあるアフリカ連合の立法府である全アフリカ議会の議事堂。

## 概要
ギャラガーコンベンションセンターの面積は32ヘクタールであり、施設内には会議、宿泊施設、ディナー、ランチ、カクテル、展示会、プライベートイベントなど、さまざまなイベントに対応する27の多目的会場がある。毎年30回近くの展示会と350回を超えるイベントが開催されている。
またミスワールド2009の会場として使われた。